# 4066 Гаапавесі
4066 Гаапавесі (4066 Haapavesi) — астероїд головного поясу, відкритий 7 вересня 1940 року.
Тіссеранів параметр щодо Юпітера — 3,594.